# Киренга (станция)

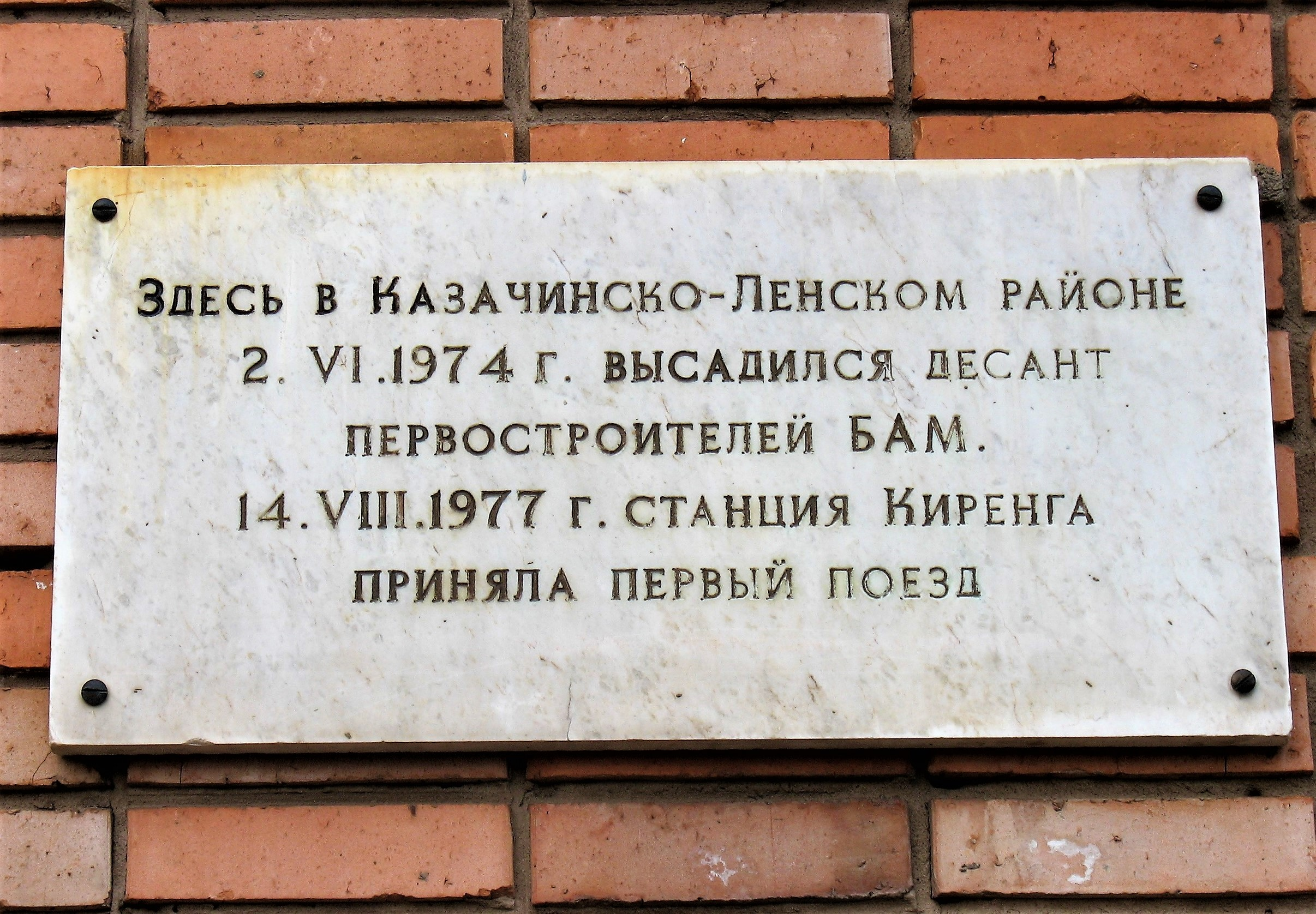
Мемориальная доска на здании станции "Киренга"

Ки́ренга — станция Северобайкальского региона Восточно-Сибирской железной дороги. Расположена на 888,6 км Байкало-Амурской магистрали.
Находится в посёлке городского типа Магистральном Казачинско-Ленского района Иркутской области.
В декабре 2021 года ОАО «Российские железные дороги» открыли движение поездов по новому двухпутному участку Киренга — Окунайский на Байкало-Амурской магистрали .

## Дальнее сообщение
По состоянию на июнь 2018 года через станцию проходят следующие поезда дальнего следования:

### Круглогодичное движение поездов
| № поезда | Маршрут движения             | № поезда | Маршрут движения             |
| -------- | ---------------------------- | -------- | ---------------------------- |
| 71       | Северобайкальск — Улан-Удэ   | 72       | Улан-Удэ — Северобайкальск   |
| 75       | Нерюнгри — Москва            | 76       | Москва — Нерюнгри            |
| 91       | Северобайкальск — Москва     | 92       | Москва — Северобайкальск     |
| 97       | Тында — Кисловодск           | 98       | Кисловодск — Тында           |
| 347      | Северобайкальск — Красноярск | 348      | Красноярск — Северобайкальск |

### Сезонное движение поездов
| № поезда | Маршрут движения        | № поезда | Маршрут движения        |
| -------- | ----------------------- | -------- | ----------------------- |
| 229      | Северобайкальск — Анапа | 230      | Анапа — Северобайкальск |
| 235      | Тында — Анапа           | 236      | Анапа — Тында           |
| 273      | Северобайкальск — Адлер | 274      | Адлер — Северобайкальск |

## Пригородное сообщение по станции
| № поезда  | Маршрут движения          | № поезда  | Маршрут движения          |
| --------- | ------------------------- | --------- | ------------------------- |
| 6365      | Киренга — Лена            | 6366      | Лена — Киренга            |
| 6367      | Кунерма — Киренга         | 6368      | Киренга — Кунерма         |
| 6368/6370 | Киренга — Северобайкальск | 6369/6367 | Северобайкальск — Киренга |